# Matrimoni morganàtic
El matrimoni morganàtic és aquell realitzat entre dues persones de rang social desigual (noble i plebeu), impedint que el cònjuge i qualsevol fill d'aquesta unió hereti o obtingui els títols, privilegis i propietats del noble. Principalment es realitza entre un noble i una plebea, o a la inversa encara que aquests últims són casos poc comuns, ja que generalment les dones no hereten o reben títols i privilegis.
En aquesta forma de matrimoni cada cònjuge (generalment) manté el seu estat original, als fills nascuts d'aquest matrimoni se'ls coneix com a fills morganàtics i per a efectes legals són considerats fills legítims. El cas més conegut en la història d'Espanya recent és el matrimoni morganàtic i secret de la regent, vídua de Ferran VII, Maria Cristina de Borbó-Dues Sicílies amb el sergent Agustín Fernando Muñoz y Sánchez, Duc de Riánsares, (Tarancón, 4 de maig de 1808 - Le Havre, 13 de setembre de 1873), militar espanyol, de la unió del qual van tenir set fills. Altres casos coneguts en la història han estat el de l'arxiduc Francesc Ferran d'Àustria i el del gran duc Mikhail Romanov.